# Vidošiči
Vidošiči je naselje u slovenskoj Općini Metliki. Vidošiči se nalazi u pokrajini Dolenjskoj i statističkoj regiji Jugoistočnoj Sloveniji. 

## Stanovništvo
Prema popisu stanovništva iz 2002. godine naselje je imalo 19 stanovnika.